# Fagernes Lufthavn, Leirin
Fagernes lufthavn, i Leirin i Norge (IATA: VDB, ICAO: ENFG) var ejet og drevet af Avinor AS. Lufthavnen blev åbnet i 1987 og ligger i Nord-Aurdal Kommune i Valdres i Oppland fylke. Den havde 6.421 passagerer i 2010, hvoraf 2.500 var fast rutetrafik, resten chartertrafik til og fra udlandet. Fagernes Lufthavn, Leirin, var med sine 822 meter over havet Nordeuropas højest beliggende lufthavn.
Flyvepladsen blev lukket 1. juli 2018

## Ruter og destinationer
|         | Flyselskab           | Destinationer  |
| ------- | -------------------- | -------------- |
|         | AirNorway            | Oslo           |
| England | Thomas Cook Airlines | London-Gatwick |

61°00′56″N 9°17′17″Ø / 61.0156°N 9.2881°Ø